# Vexillum epiphaneum
Vexillum epiphaneum är en snäckart som först beskrevs av Alfred Rehder 1943.  Vexillum epiphaneum ingår i släktet Vexillum och familjen Costellariidae. Inga underarter finns listade i Catalogue of Life.